# Chris Cornell
Chris Cornell (Seattle, 1964. július 20. – Detroit,
2017. május 18.) született Christopher John Boyle, háromszoros Grammy-díjas amerikai rockzenész, dalszerző, a Soundgarden énekese. Ezen kívül korábban énekelt az Audioslave-ben is. A kivételes, közel négy oktávos hangterjedelemmel rendelkező Cornell szólóalbumokat és filmzenéket is készített 1991-től, illetve megalapította a Temple of the Dog zenekart is, elhunyt barátja, Andrew Wood emlékére. Cornell neve szintén ismert az 1990-es évek grunge mozgalmának építészetében. Négy szóló stúdióalbumot adott ki, Euphoria Morning (1999), Carry On (2007), Scream (2009) és Higher Truth (2015) címmel, illetve egy live albumot Songbook (2011) címmel. Cornell Golden Globe-díj jelölést kapott a The Keeper című daláért, amely felcsendült a Géppisztolyos prédikátor című filmben, valamint társszerzője volt és közreműködött a 2006-os Casino Royale című James Bond film You Know My Name című szerzeményében. A Guitar World olvasói a rock leghatalmasabb énekesének szavazták meg, negyedik volt az amerikai Hit Parader magazin „minden idők legjobb 100 énekesének listáján”, kilencedik volt a Rolling Stone „minden idők legjobb énekesei listáján”, és 12. volt az MTV „22 legszenzációsabb hangja” versenyében.

## Ifjúkora
Cornell a Washington állambeli Seattle-ben Christopher John Boyle néven született és nőtt fel, a Christ the King katolikus általános iskola után a Shorewood High School tanulója lett. Gyógyszerész édesapja, Ed Boyle ír katolikus családból származott, édesanyja, Karen Cornell könyvelő; hat gyermekük született. Miután szülei elváltak, öt testvérével együtt ő is felvette az édesanya leánykori családnevét (Cornell). A szülők válását követően a drogozás és a lopás mellett elkezdett dobolni tanulni. 15 éves korára depressziós rohamok jelentkeztek nála, s az iskolát is abbahagyta, hogy zenéljen és segítse a család megélhetését.
Öt testvére közül két bátyja (Peter, Patrick) és három húga (Katy, Suzy, Maggie) volt. Peter, Katy és Suzy az 1990-es években az Inflatable Soule nevű zenekar tagjai voltak. Peter volt a New York-ban alapított Black Market Radio nevű rock együttes frontembere, valamint 2014-ben készített egy szólóalbumot is Champion címmel. Katy az Into the Cold nevű seattle-i együttes énekese.[forrás?]

## Lemezei

### Soundgarden
- 1987 Screaming Life EP
- 1988 Fopp EP
- 1988 Ultramega OK
- 1989 Louder than Love
- 1990 Screaming Life/Fopp
- 1991 Badmotorfinger
- 1994 Superunknown
- 1995 Songs from the Superunknown
- 1996 Down on the Upside
- 1997 A-Sides
- 2012 King Animal

### Temple of the Dog
- 1991 Temple of the Dog

### Audioslave
- 2002 Audioslave
- 2005 Out of Exile
- 2006 Revelations

### Szólóban
- 1999 Euphoria Morning
- 2007 Carry On
- 2009 Scream
- 2011 Songbook
- 2015 Higher Truth

## Kiadó
- Suretone/Interscope

## Fordítás
- Ez a szócikk részben vagy egészben a Chris Cornell című angol Wikipédia-szócikk ezen változatának fordításán alapul.  Az eredeti cikk szerkesztőit annak laptörténete sorolja fel. Ez a jelzés csupán a megfogalmazás eredetét és a szerzői jogokat jelzi, nem szolgál a cikkben szereplő információk forrásmegjelöléseként.

## További információ
- Hivatalos oldal
- Chris Cornell a Facebookon
- Chris Cornell az Internet Movie Database-ben (angolul)